# Diocesi di Suava
La diocesi di Suava (in latino Dioecesis Suavensis) è una sede soppressa e sede titolare della Chiesa cattolica.

## Storia
Suava, nell'odierna Algeria, è un'antica sede episcopale della provincia romana di Numidia.
Sono solo due i vescovi documentati di questa diocesi. Il cattolico Litorio prese parte alla conferenza di Cartagine del 411, che vide riuniti assieme i vescovi cattolici e donatisti dell'Africa romana; la sede in quell'occasione non aveva vescovi donatisti. È probabile che Litorio abbia partecipato anche al concilio antipelagiano celebrato a Milevi nel 416; il suo nome, senza indicazione della sede di appartenenza, si trova tra le sottoscrizioni alla lettera sinodale indirizzata a papa Innocenzo I.
Terzo vescovo noto di questa diocesi è Felice, il cui nome appare al 96º posto nella lista dei vescovi della Numidia convocati a Cartagine dal re vandalo Unerico nel 484; Felice, come tutti gli altri vescovi cattolici africani, fu condannato all'esilio.
Dal 1933 Suava è annoverata tra le sedi vescovili titolari della Chiesa cattolica; dal 25 gennaio 2020 il vescovo titolare è Luis Pérez Raygosa, vescovo ausiliare di Città del Messico.

## Cronotassi

### Vescovi residenti
- Litorio † (menzionato nel 411)
- Felice † (menzionato nel 484)

### Vescovi titolari
- Ernesto Camagni † (4 giugno 1964 - 14 luglio 1966 deceduto)
- Plinio Pascoli † (5 agosto 1966 - 22 aprile 1999 deceduto)
- Akio Johnson Mutek † (18 maggio 1999 - 9 giugno 2007 nominato vescovo di Torit)
- Jesús González de Zárate Salas (15 ottobre 2007 - 24 maggio 2018 nominato arcivescovo di Cumaná)
- José Tolentino Calaça de Mendonça (26 giugno 2018 - 5 ottobre 2019 nominato cardinale diacono dei Santi Domenico e Sisto)
- Luis Pérez Raygosa, dal 25 gennaio 2020